# Saját célra termelő erőmű
A saját célra termelő erőmű (betűszóval: SCTE), vagy más néven ipari erőmű egy villamosenergia-termelő egység, melyet egy ipari üzem a villamosenergia önfogyasztásának részbeni vagy egészbeni fedezésére létesít és üzemeltet saját telephelyén. Műszakilag működhetnek a közcélú hálózattól független, ún. szigetüzemben vagy pedig azzal összekapcsoltan és többlet vagy feleslegesen megtermelt villamosenergiát visszatáplálják a közműhálózatba. A fogalmat a Magyar Energetikai és Közmű-szabályozási Hivatal által jóváhagyott Üzemi szabályzat definiálja és szabályozza villamosenergia-iparági szinten.
SCTE létesítése és üzemeltetése általában energiaintenzív iparágakra jellemző, ahol az üzemfolytonosság és a villamosenergia ellátás minősége kulcsfontosságú, mint például alumíniumolvasztók, acélművek, vegyi üzemek stb. Magyarországon a Dunai Vasmű és a BorsodChem rendelkezik 50 MW vagy e feletti villamos teljesítmény leadására képes ipari erőművel.
A korábbi lelkesedés és elképzelések a villamosenergia elosztóhálózatokról való végleges leválásról és nulla energiaköltségről egyelőre nem életképesek tömegek számára. Jelenleg az energiaközösségek által helyben, decentralizáltan megtermelt energia felé terelődik a hangsúly, mely struktúráknak ugyanakkor nem céljuk a hálózatról való leválás, hanem sokkal inkább az egymás közötti villamosenergia-megosztás, vagy éppen az elosztóhálózatba történő visszatáplálás.